# Stenamma hissarianum
Stenamma hissarianum är en myrart som beskrevs av Arnol'di 1975. Stenamma hissarianum ingår i släktet Stenamma och familjen myror. Inga underarter finns listade i Catalogue of Life.